# Auxilia palatina
Gli auxilia palatina erano un tipo di unità militari dell'esercito romano durante la fase del Dominato dell'Impero romano.
Costituiti da Costantino I all'inizio del IV secolo, erano composti probabilmente da 500 uomini e facevano parte del comitatus, cioè dell'esercito campale romano. Dalla Notitia dignitatum, un documento del IV secolo, si conosce la distribuzione degli Auxilia palatina.
Per la parte orientale sono menzionati 43 auxilia palatina, dei quali 18 sotto il comando del primo magister militum praesentalis e 17 sotto il secondo (che però comanda anche un auxilium pseudocomitatensis), due alle dipendenze del magister militum per Orientem e sei del magister militum per Illyricum, mentre non ce ne sono tra le truppe del magister militum per Thracias.
Nella parte occidentale ci sono 65 auxilia palatina nella sezione della Notitia che riguarda le truppe al comando del Magister peditum praesentalis, ripartite nelle varie suddivisioni del comitatus occidentale. Le truppe sono riportate in due sezioni diverse: nella prima sono elencate tutte le unità di fanteria (al comando del magister peditum praesentalis) e di cavalleria (al comando del magister equitum praesentalis); nella seconda la distribuzione territoriale delle unità sotto il loro comando operativo. Le due sezioni presentano alcune discrepanze, dovute a errori di trascrizione o ad aggiornamenti mancati e questo comporta che alcune unità sono replicate o sono presenti con nomi diversi.

## Elenco delleauxilia palatina

### Parte orientale
Magister militum praesentalis I
Di stanza a Tessalonica
- Batavi seniores
- Brachiati iuniores
- Salii
- Constantiani
- Mattiaci seniores
- Sagittarii seniores Gallicani
- Sagittarii iuniores Gallicani
- Tertii sagittarii Valentis
- Defensores
- Raetobarii
- Anglevarii
- Hiberi
- Visi
- Felices Honoriani iuniores
- Victores
- Primi Theodosiani
- Tertii Theodosiani
- Felices Theodosiani Isauri

Magister militum praesentalis II
Di stanza a Nicomedia
- Regii
- Cornuti
- Tubantes
- Constantiniani
- Mattiaci iuniores
- Sagittarii seniores Orientales
- Sagittarii iuniores Orientales
- Sagittarii dominici
- Vindices
- Bucinobantes
- Falchovarii
- Thraces
- Tervingi
- Felices Theodosiani
- Felices Arcadiani iuniores
- Secundi Theodosiani
- Quarti Theodosiani

Magister militum per Orientem
Ad Antiochia
- Felices Arcadiani seniores
- Felices Honoriani seniores

Magister militum per Illyricum
A Sirmio
- Ascarii seniores
- Ascarii iuniores
- Petulantes iuniores
- Sagittarii lecti
- Invicti iuniores
- Atecotti

### Parte occidentale
Magister peditum
- Cornuti seniores
- Brachiati seniores
- Petulantes seniores
- Celtae seniores
- Heruli seniores
- Batavi seniores
- Mattiaci seniores
- Mattiaci iuniores
- Ascarii seniores
- Ascarii iuniores
- Iovii seniores
- Cornuti iuniores
- Sagittarii Nervii
- Leones seniores
- Leones iuniores
- Exculcatores seniores
- Sagittarii Tungri
- Exculcatores iuniores
- Tubantes
- Salii
- Grati
- Felices seniores
- Felices iuniores
- Gratianenses seniores
- Invicti seniores
- Augustei
- Iovii iuniores
- Victores iuniores
- Batavi iuniores
- Bructeri
- Ampsivarii
- Gratianenses iuniores
- Valentianenses iuniores
- Raeti
- Sequani
- Sagittarii venatores
- Latini
- Sabini
- Brachiati iuniores
- Honoriani Atecotti seniores
- Honoriani Marcomanni seniores
- Honoriani Marcomanni iuniores
- Honoriani Atecotti iuniores
- Brisigavi seniores
- Brisigavi iuniores
- Honoriani Mauri seniores
- Honoriani Mauri iuniores
- Celtae iuniores
- Invicti iuniores Britanniciani
- Exculcatores iuniores Britanniciani
- Felices Valentinianenses
- Mattiaci iuniores Gallicani
- Salii Gallicani
- Sagittarii Nervii Gallicani
- Iovii iuniores Gallicani
- Seguntienses
- Galli victores
- Honoriani victores iuniores
- Honoriani ascarii seniores
- Felices iuniores Gallicani
- Atecotti iuniores Gallicani
- Tungri
- Honoriani Gallicani
- Mauri tonantes seniores
- Mauri tonantes iuniores

Magister peditum
A Milano
- Cornuti seniores
- Brachiati seniores
- Petulantes seniores
- Celtae seniores
- Heruli seniores
- Batavi seniores
- Mattiaci seniores
- Iovii seniores
- Victores seniores
- Cornuti iuniores
- Leones iuniores
- Exculcatores seniores
- Grati
- Sabini
- Felices iuniores
- Honoriani Atecotti iuniores
- Brisigavi iuniores
- Honoriani Mauri iuniores
- Galli victores
- Gratianenses iuniores

Magister equitum per Gallias
A Parigi
- Mattiaci iuniores
- Leones seniores
- Brachiati iuniores
- Salii
- Gratianenses seniores
- Bructeri
- Ampsivarii
- Valentinianenses iuniores
- Batavi iuniores
- Britones
- Honoriani Atecotti seniores
- Sagittarii Nervii Gallicani
- Iovii iuniores Gallicani
- Mattiaci iuniores Gallicani
- Atecotti iuniores Gallicani
- Honoriani ascarii seniores